# Даниловичі
Дани́ловичі — український шляхетський рід, що походить від руського (українського) боярина Данила Дажбоговича Задеревецького (до 1371–1427), котрий в 1371 році отримав грамоту на свої володіння від польської та угорської королеви Єлизавети Боснійської.. З часом рід ополячився.

## Історія роду
На загальнопольській політичній арені Даниловичі з’являються в кінці XVI століття. З часу своєї появи в Галичині вони належали до середньої шляхти. Уже перший відомий нам представник роду – Данило Дажбогович Задеревецький, протопласт роду – ще до 1371 р. володів принаймні одним власним селом – Задеревачем, отримавши в подальшому спочатку від королеви Єлизавети села Лисовичі, Дирин і Григорів, які межували з його маєтностями (1371 р.), а пізніше, у 1394 р., від короля Ягайла отримав села Чагрово, Загвоздзє і Джурів з трьома присілками у Галицькому і Жидачівському повітах з умовою військової служби в два списи і десять стрільців. Протягом декількох наступних поколінь родова маєтність Даниловичів коливалась у межах 5–10 сіл.
Довший час Даниловичам так і не вдавалося перетнути межу між багатою шляхтою і магнатерією. Провінційність роду, неможливість потрапити до кола державців прибуткових староств та королівщин стримували ріст політичної та економічної потуги роду. Львівський хорунжий Станіслав Данилович, власник двох великих маєтностей – Журівської та Олеської, до яких входило декілька десятків сіл, лише наблизився до тієї межі (претензійністю на вищий статус та демонстрацією потуги роду, напевно, мала слугувати розбудова родової усипальниці у Жидачеві). Не відомо, коли б змогли представники цієї знаної руської родини проникнути до лав магнатерії, якби не зміна політичної ситуації у Речі Посполитій в цілому
Справжній прорив до лав політичної еліти Речі Посполитої змогли здійснити лише сини Станіслава Даниловича – Миколай та Ян (народились відповідно біля 1558 та у 1570 рр.). Відправлені батьком за модою того часу на навчання до університетів Західної Європи (зокрема, у 1581 р. студіювали в Діллінгені (Німеччина)), вони, повернувшись до рідного краю, беруть активну участь у політичних баталіях кінця 80 – початку 90-х рр. XVI ст. Деякий час після прибуття з-за кордону вони навіть перебували при королівському дворі.
Упродовж 90-х років XVI – на початку XVII cт. Ян та Миколай Даниловичі брали участь у військових походах під керівництвом Яна Замойського та Станіслава Жолкевського, під час яких добре себе зарекомендували. Один з братів став королівським ротмістром.

## Представники
- Данило Дажбогович Задеревецький (2-а пол. XIV ст. — поч. XV ст.), мав кілька синів; один з них взяв село Чагрів, Бонецький припускав, що нащадком однієї з його доньок був Івашко Чагровський — стрий та опікун внуків Дмитра
  - Дмитро Данилович (†після 1450 р.), власник Руди та Вовковиць, Його дружиною була Юрковська гербу Гримала, сестра Павла, мав 2 доньки.
    - Дорота Іванівна — дружина Миколи Сенявського.
    - Катерина Іванівна — дружина Івана (Яна) Ненчинського
    - Іван (Ян) Данилович († до 1462 р.)
      - Микола Данилович († після 1475 р.) — дідич Ляхова (Руди)
      - Дмитро Данилович († до 1506 р.)— небіж Павла Юрковського, разом з іншим його небожем — дідичем Малехова Прокопом Коравою (Прокопом з Малехова) — уклали угоду щодо розподілу спадку вуйка[2]; дружина — Ядвіга, донька Ґунтера з Сеняви[3]
        - Михайло Дмитрович (бл. 1470 — бл. 1527)
          - Юрій Михайлович (1495 — бл. 1540). Близько 1518 року одружився з Ядвігою Гербурт. 
            - Станіслав Юрійович (1520—1577) — львівський хорунжий. Був одружений з Катериною з Тарлів
              - Іван (Ян) Станіславович (1570—1628) — руський воєвода.
                - Собеська Софія-Теофілія (1607—1661) — донька Івана Даниловича, дружина воєводи руського Якуба Собеського, мати короля Речі Посполитої Яна III Собеського.
                  - Ян ІІІ Собеський — король Польщі (1674—1696), великий коронний маршалок з 1665 року, Польний гетьман коронний з 1666 року, великий коронний гетьман з 1668 року.

                - Станіслав Янович — староста корсунський.

              - Микола Станіславович — підскарбій коронний, посол до султана Амурата.
                - Іван (Ян) Микола Миколайович.
                - Петро Миколайович.
                  - Урсула Петрівна — дружина Яна Потоцького

                - Станіслав Миколайович (†1632) — староста червоногородський
                  - Іван (Ян) Олександр Станіславович (†1654) — староста ольштинський (також червоногородський, дружина Барбара Тарло[4])
                  - Ізабелла Станіславівна — дружина любачівського каштеляна Станіслава Конецпольського (†1660)

                - Микола Миколайович (1600—1676) — підстолій коронний, староста червоногородський, перемишльський, грубешівський, одружений з Аполінарією Нємоєвською
                  - Адам Миколайович — коронний підстолій, не мав дітей, після поділу (1663 року) родинного майна отримав, зокрема, Губків[5]
                  - Софія Анна Миколаївна — дружина львівського старости Яна Цетнера

                - Франциск Миколайович — староста червоногродський
                  - Микола Франциск — староста червоногродський, борецький, парчівський, та любелський, воєвода подільський (1687—1688)
                    - Олександр Миколайович — ротмістр, староста парчевський, дружина Анна Денгофф (підскар'бянка коронна[6]) 
                      - Констанція Олександрівна(†1792) — дружина смотрицького старости Анджея Малаховського гербу Наленч, брацлавського каштеляна Яна Потоцького (третя)

                    - Іван (Ян) Миколайович (†по 1730) — староста борецький, чоловік Людвіки Дідушицької
                      - Франциск Янович[7]
                      - Розалія Янівна — дружина галицького чашника Андрія (Анджея) Кшиштофа Межеєвського, сина скальського старости Валентія Казімежа[8]

                    - Франциска Миколаївна, дружина новгород-сіверського старости Пісочинського.
                    - Маріанна Миколаївна, дружина чернігівського старости Рибінського.

              - Ядвіга, дружина подільського підкоморія Міхала Станіславського, після його смерті — Яна Ієроніма Ласького.

- Йосиф (Юзеф) — дідич Уханів у 1763 році.[9]

Адам Бонецький стверджував про представників роду Даниловичів гербу Сас у Великому Князівстві Литовському.

## Цікавий факт
Раніше у Львові існувала вулиця Даниловичів (бічна теперішньої вулиці Залізняка).